# Laguna de Pétrola
La Laguna de Pétrola es una laguna esteparia situada en el término municipal de Pétrola (Albacete, España). Pertenece a la cuenca hidrográfica del río Segura. 
Es una de las lagunas saladas más importantes de España.

## Datos
Es una laguna esteparia, somera, de 1 a 2 m de profundidad en función de la época del año, ubicada a una altitud de 860 m s. n. m., de unas 343 hectáreas de extensión. Es de tipo permanente, con aguas hipersalinas, situada en un humedal interior de origen tectónico en zona plana interfluvial. Es un humedal frágil que presenta un elevado interés paisajístico y biológico por la fauna existente.
Las aguas son de tipo clorurado magnésico-sódicas, eutróficas, con altas concentraciones de nutrientes inorgánicos, de pigmentos fotosintéticos y baja transparencia del agua. Recibe los vertidos depurados de la población de Pétrola, lo que da una relación N/P en sus aguas por encima de la ratio de Redfield. La composición hidroquímica es de un tipo muy escaso en el continente europeo, por ello de gran interés.

## Flora y fauna
Las comunidades planctónicas son típicas de ambientes someros temporales hipersalinos, muy interesante por la presencia de especies de interés biogeográfico y algún endemismo ibérico como Alona salina.
Se destaca por su fauna y su vegetación, con especies incluidas en el Catálogo Regional de Especies Amenazadas como Limonium thiniense, Vulnerable y Lamprothamnium papulosum y Artemisia caerulescens subsp. gallica, en cuanto a vegetación, además de la malvasia y el tarro blanco, en cuanto a fauna.
La Laguna de Pétrola es actualmente uno de los únicos puntos de cría del flamenco común (Phoenicopterus roseus) en España.
Hasta los años 1999 y 2000, no criaron con éxito, según datos de la Sociedad Albacetense de Ornitología. Después, no se registró un nuevo intento de cría hasta el 2010.
En sus orillas existe una instalación para la extracción de sales de sus aguas por evaporación. Asimismo, debería dotarse de una franja de protección de unos 100 m de anchura sin cultivar a su alrededor para permitir la estabilidad de la comunidad de fauna y flora ribereña.
Debido a la gran abundancia de aves acuáticas, se prohíbe en ella la navegación.